# Gare de La Brigue
Gare de La Brigue vasútállomás Franciaországban, La Brigue településen.

## Vasútvonalak
Az állomást az alábbi vasútvonalak érintik:
- Cuneo-Limone-Ventimiglia-vasútvonal

## Kapcsolódó állomások
A vasútállomáshoz az alábbi állomások vannak a legközelebb:
- Gare de Saint-Dalmas-de-Tende
- Gare de Tende